# Луцій Фульциній Тріон
Лу́цій Фульци́ній Тріо́н (лат. Lucius Fulcinius Trio; ? — 35) — державний діяч Римської імперії, консул-суффект 31 року.

## Життєпис
Походив з плебейського роду Фульциніїв. Про молоді роки немає відомостей. На початку 10-х років увійшов до сенату. У 16 році став претором замість загиблого Марка Скрибонія Друза. У 20 році вів справу Пізона, якого звинувачували в отруєні Германіка.
У 31 році призначено імператорським легатом-пропретором провінції Лузітанія. У жовтні того року призначено консулом-суффектом разом з Публієм Меммієм Регулом, з яким зрештою погиркався. У 32 році Децим Гатерій Агріппа звинуватив Тріона в участі у змові Сеяна.
У 35 році Фульцинія знову звинувачений у дружбі із Сеяном. Через це не чекаючи вироку Тріон наклав на себе руки.